# Shitposting

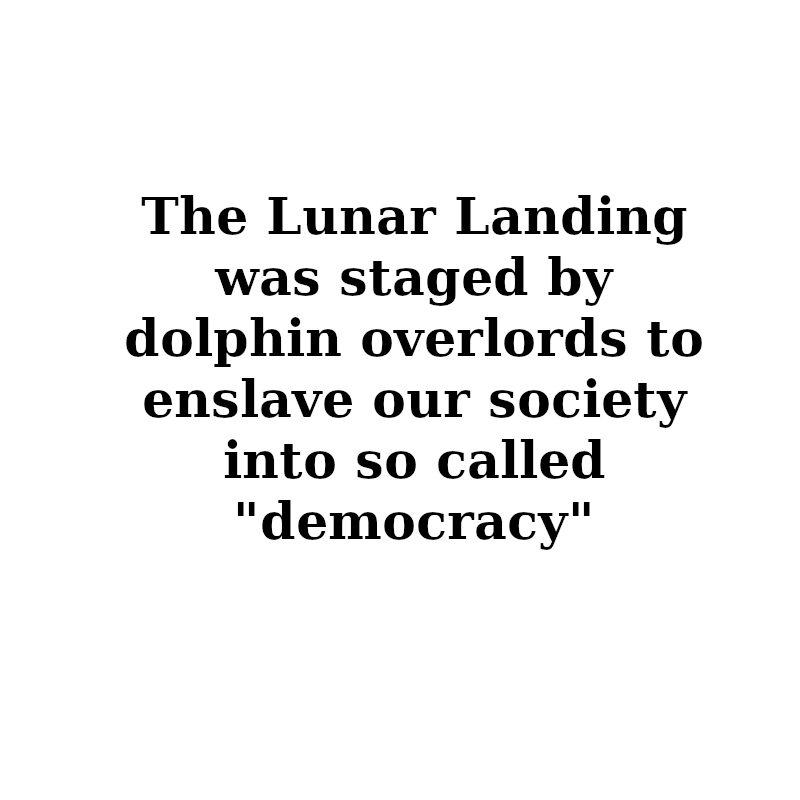
Ejemplo de shitposting cuya leyenda narra: "El aterrizaje lunar fue un montaje de los señores delfines para esclavizar a nuestra sociedad en la llamada "democracia".

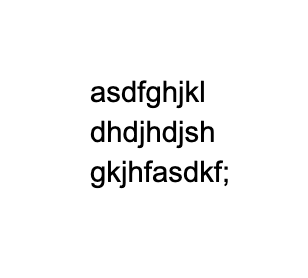
Otro ejemplo de shitposting: una imagen que no contiene nada más que texto aleatorio.

El shitposting (del inglés shit, mierda; y posting, publicar) es un término jerga de internet que hace referencia al acto de publicar intencionadamente contenido de calidad mediocre, agresiva, inútil, irónica, irrelevante o netamente incoherente, la cual podría incurrir en errores ortográficos o gramaticales; pudiendo llegar a ser una variante más de spam con o sin fines comerciales y actuando a su vez como otro ejemplo de trolling en línea.
Todas las definiciones citadas anteriormente son características propias del shitposting (hecho principalmente con propósitos cómicos y de humor)dentro de un foro de Internet o una red social, en algunos casos usado para desviar discusiones específicas, causar mayor reacción y alcance con el menor esfuerzo posible o también para lograr que el sitio en el que se publique el contenido se convierta en un lugar inútil en términos informativos para sus visitantes regulares.

## En política
En mayo de 2016, The Daily Dot publicó una nota indicando que el shitposting es una «provocación deliberada diseñada para el máximo impacto con el mínimo esfuerzo».
En septiembre de 2016, el grupo de derecha alternativa estadounidense Nimble America recibió atención de los medios de comunicación.The Daily Beast describió al grupo como «dedicado al shitposting, circulando memes de Internet demonizando a Hillary Clinton».
Ante esto, Andrew Griffin redactaría una columna dentro del periódico británico The Independent (de tendencia liberal-demócrata) afirmando que el shitposting era en realidad una herramienta apolítica la cual podía llegar a tener una gran variedad de efectos (siendo usado por todos desde la derecha alternativa como los seguidores de Donald Trump hasta grupos de izquierda en internet, tomando de ejemplo en ese momento a quienes habían apoyado a Bernie Sanders, todo ello en el marco de la política estadounidense). Sin embargo el mismo Griffin admitiría dos párrafos después que el grupo de extrema derecha Nimble America había sido el primero en utilizar este tipo de métodos en la vida real, de una manera significativa y sobre todo política.
La revista Engineering & Technology publicaría que el «[s]hitposting, ya sea de izquierda o de derecha, se convierte peligrosamente en metástasis online de los dos minutos de odio de Orwell».
En noviembre de 2016, la revista Esquire escribió que «la burla por Internet está emergiendo como una técnica política legítima: el shitposting. Quizás la elección del 2016 sea totalmente shitposting».
En América Latina es común el uso de este recurso como una herramienta política por partidarios de ideologías, partidos y corrientes diversas para realizar propaganda de sus intereses. Siendo casos notables el de México, Colombia y Costa Rica.

También es necesario destacar de qué modo la cosmovisión de los sujetos radicalizados en internet es modificada con base en su presencia e interacción en las redes y en esas comunidades digitales de las que forman parte. El shitposting tiene naturaleza persuasiva, y como señala Ariso (2021), la persuasión no se puede llevar a cabo inintencionadamente, y siempre incluye la transmisión de una cosmovisión. Todo ello ha sido facilitado, además, por el estado de la política, que fue el primer actor social que dio un paso en firme para modificar aquello que se consideraba como socialmente aceptable. Encontramos ejemplo de ello en la propaganda de la llamada alt-right o derecha alternativa en EEUU: lo comprobamos en casos como el pizzagate (Tuters et al. 2018). En definitiva, el shitposting puede dar forma al discurso político actual (en cualquiera de sus vertientes, no solamente en su versión radicalizada), modificando intencionadamente la cosmovisión de los sujetos receptores:
Más allá de su aparente trivialidad (que se da), los memes están contribuyendo a articular el discurso público en la actualidad, y sirven para conformar y reflejar estados de opinión, [...] no sólo en una dimensión meramente lúdica [...] sino también, y de manera especial, en el ámbito ideológico: los memes contribuyen a la discusión política pública. El auge y la popularidad de movimientos recientes como el llamado 15M, o el de Occupy Wall Street en EE.UU., o del partido político Podemos, se explican en parte por la creación y difusión de memes a través de Internet con una deliberada intención propagandística —sin que implique connotaciones necesariamente peyorativas— y una eficaz dimensión retórica” (Ruiz Martínez 2018, 996)

## Problemas para definir el término
El shitposting a menudo suele ser malinterpretado en la cultura popular, es por ello que la periodista de la BBC Jessica Lindsay llegó a calificarlo con la siguiente definición:
El shitposting no contiene nada de valor. Es el equivalente en línea a disparar latas con una pistola en un terreno baldío. Es repetir lo que dice aquella persona con la que te encuentras imitando una voz de estúpido hasta que se aburra y se marche.
La idea de que el shitposting es algún truco mediático aprovechado por el Partido Conservador Británico con sus carteles escritos en Comic Sans anula por completo el objetivo del acto; ser estúpido sin ningún objetivo inherente (o al menos no uno serio)

La Encyclopedia Dramatica, una especie de Wiki para la cultura de los memes, lo define como lo siguiente: "El shitposting es el acto o arte de crear una publicación en internet (o en el caso de los wikis, publicar un artículo) la cual a nadie le importa, tiene una baja calidad o contenido y aparte no posee ninguna relevancia.'.

## Relación con la extrema derecha
Según el historiador italiano Steven Forti asociado a la Universidad Autónoma de Barcelona, el shitposting se convertiría posteriormente en un recurso muy utilizado dentro de las esferas de la extrema derecha o también llamada "derecha alternativa" «para trollear y atacar a sus adversarios políticos o sencillamente a los "normies" [personas comunes] que no estuvieran alineados con el modo de concebir su discurso, llenando de contenido de baja calidad las redes sociales y foros en donde se encontraran, desviando discusiones y consiguiendo que lo publicado en un sitio específico sea inútil o, como mínimo, pierda su valor informativo inicial».
Si bien el shitposting puede no tener una ideología política concreta, los shitposters (las personas que crean ese tipo de material) tienen la capacidad de participar en movimientos políticos con la promoción de candidatos presidenciales por medio de memes en las redes sociales, como lo puede ser el caso ya citado más arriba de Nimble America y su apoyo a la campaña de Donald Trump, otro ejemplo cercano podría ser Nayib Bukele en El Salvadoro en eventos más recientes como es el caso de Javier Milei en Argentinay las personas encargadas en la administración de sus redes sociales, siendo éstos Iñaki Gutiérrez y Eugenia Rolón.
Cabe aclarar que si es posible hacer una clara diferenciación entre las ideas que fundamentan a la extrema derecha junto con aquellas que lo hacen a su vez con la extrema izquierda con base en un análisis de sus discursos de odio (si tienen) y sus discursos negacionistas en contra de, por ejemplo:
1. Una minoría específica como lo puede ser el movimiento LGBT,[27] los inmigrantes,[28] los discapacitados[29]y minorías étnicas dentro de una misma nación.[30]
2. En algunos casos y siguiendo muy en la línea anterior, llegándose a posicionar en contra de los derechos civiles conquistados, como el derecho a la mujer de votar, ser elegida y en general poder ser independiente del hombre como individuo,[31][32][33]de la misma manera que también puede estarse en contra del derecho al aborto de las mismas,[34]el cual y aún a día de hoy sigue estando penalizado en algunos países;[35]Por otra parte se puede estar a favor de políticas raciales a la vez que en contra de su potencial eliminación,[36] como por ejemplo el movimiento por los derechos civiles en Estados Unidos que eliminó específicamente la segregación racial hacia la población afroamericana,[37] también citándose el ejemplo de la eliminación del apartheid en Sudáfrica.[38]
3. La negación de la existencia del cambio climático y sus posteriores consecuencias[39](siendo este quizá el caso más característico en el discurso de algunos personajes citados más arriba),[40]junto a sus propias propuestas al respecto y a través de teorías conspirativas,[41] llegando a rozar a veces con el movimiento terraplanista[42](sumado a la supuesta existencia de la hiperbórea como aquella "tierra originaria de la raza aria")[43][44]y en general cualquier afirmación alejada del marco de la ciencia, todo esto usando el shitposting como medio de propagación.
4. La promoción de movimientos antivacunas antes, durante y después de la pandemia por COVID-19.[45]
5. Posicionarse a favor o en contra de un credo en específico,[46][47]estando a favor o en contra de otro.[48][49]
6. O también de un movimiento político contrario a los intereses económicos y de clase, siendo este último el caso de la extrema izquierda y su defensa a la instauración de una dictadura del proletariado por medio del derrocamiento de la burguesía y de quienes la componen,[50] todo esto mediante un alzamiento armado con el fin de la implantación del sistema económico y social conocido como comunismo.[51]

### Terrorismo
Antes de iniciar con su masacre, el tirador de Christchurch anunciaría sus intenciones en 8chan por medio de un manifiesto en el cual se describiría como «un hombre blanco común y corriente, de 28 años de edad. Nacido en Australia en el seno de una familia de clase trabajadora y de bajos ingresos». También explicaría que no fue a la universidad porque no tenía interés en nada de lo que las universidades ofrecían para estudiar. Respecto al porqué, dice que es para «vengar a miles de muertes causadas por invasores extranjeros».
En el manifiesto, dijo que había estado planificando un atentado desde dos años antes y que escogió la localidad de Christchurch con tres meses de antelación. Declaró que había sido «comunista», «anarquista» y «libertario», pero que pasó a adoptar ideas racistas y se convirtió en un ecofascista preocupado por el calentamiento global. Aunque rechazó la etiqueta del nazismo, la revista The American Conservative comenta que su ideología política encaja con el nacionalsocialismo. La revista conservadora añade que Tarrant rechaza el capitalismo, y que aparentemente solo considera el cristianismo como elemento unificador de Europa, frente a la degradación moral que atribuye a Occidente. El manifiesto incluye referencias a figuras prominentes de la derecha y memes de Internet.

El profesor Greg Barton, presidente de política islámica global en el Instituto Alfred Deakin para la Globalización y la Ciudadanía, caracterizó a Tarrant por poseer un "narcisismo malsano" común entre los "terroristas". Greg Barton también afirmaría que el shitposting racista es muy común en el Internet Australiano:
"Lo que ocurre con las redes sociales es que son sociales, obviamente. Quieres recibir comentarios al respecto, que a la gente le guste lo que hagas, ya sea en Instagram o en Facebook", explica.
Posteriormente añade:
"El shitposting se resume en hacer popular tu propio perfil, obtener una respuesta y cuanto más irónico y divertido puedas ser, obtienes cada vez más".
A raíz de este incidente se crearía un tablón en 8Chan específicamente llamado "Brenton Tarrant's Memetastic Warfare Thread", en el cual se mostraban imágenes de la retransmisión en directo de Tarrant maquilladas para que parecieran escenas de videojuegos como Minecraft, Call of Duty y Fortnite.
Otros posts copiaban el formato con memes convencionales. Uno mostraba una mujer recostada junto a las palabras "Las mujeres piensan aquello que los hombres quieren" y debajo una imagen de Tarrant entrando en la mezquita, pistola en alto, junto a las palabras "Lo que los hombres realmente quieren".

## En la cultura popular

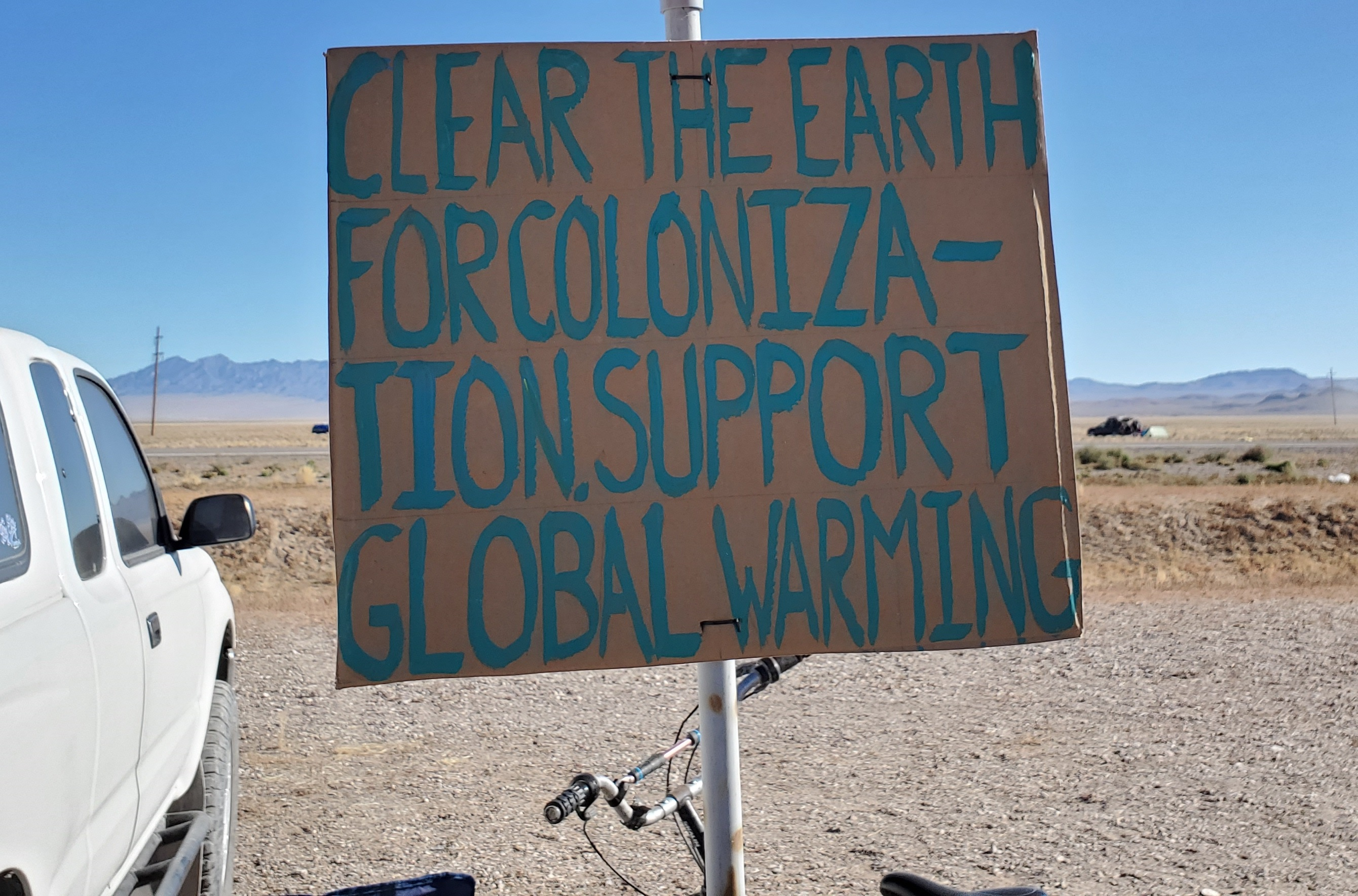
Captura tomada del evento que narra: «Despejar la tierra para la colonización. Apoyar el calentamiento global»

El evento Iniciativa Storm Area 51, que atrajo la atención mundial, fue creado por una cuenta llamada «Shitposting cause im in shambles».[cita requerida]